# La signora del West
La signora del West (Dr. Quinn, Medicine Woman) è una serie televisiva statunitense creata da Beth Sullivan e trasmessa originariamente tra il 1993 e il 1998 da CBS. La serie ha ricevuto numerosi Emmy Award e Golden Globe come miglior serie televisiva drammatica. Le musiche sono state curate da William Patrick Olvis.

## Trama
Nel 1867 la dottoressa Michaela Quinn, familiarmente nota come "dottor Mike", parte dalla natia Boston per stabilirsi nella piccola città del West, Colorado Springs, dove apre il suo studio. Affronta il difficile adattamento alla vita in Colorado con l'aiuto di un rude amante della vita all'aria aperta e amico dei Cheyenne, Byron Sully, e di un'ostetrica di nome Charlotte Cooper. Dopo che Charlotte viene morsa da un serpente a sonagli, chiede a Michaela, in punto di morte, di prendersi cura dei suoi tre figli: Matthew, Colleen e Brian. Mike si stabilisce a Colorado Springs e si adatta alla sua nuova vita da madre, trovando il vero amore con Sully e prefiggendosi di convincere la gente del paese che una dottoressa può esercitare la medicina con successo.

## Personaggi

### Personaggi principali
- Michaela "Mike" Quinn (Jane Seymour) è una dottoressa di Boston che, alla morte di suo padre, decide di dare una svolta alla sua vita e di andare a vivere in un paese del West, Colorado Springs. Nella piccola cittadina incontra inizialmente gli stessi pregiudizi sul fatto che sia una donna medico, ma grazie alla sua ostinatezza riesce a farsi rispettare da tutti gli abitanti del paese: viene amichevolmente chiamata "Dr. Mike" e si batte per i diritti dei più deboli (gli indiani e gli uomini di colore della città). Quando la sua amica Charlotte muore a causa di un morso di un serpente, Michaela si prende il compito di crescere i suoi tre figli (Matthew, Colleen e Brian), dato che il loro padre naturale è distante da molti anni. I ragazzi si affezionano presto a lei, nonostante non abbia dimestichezza col ruolo di madre. Nella figura di Byron Sully, Michaela trova un uomo tenace e coraggioso, che condivide i suoi stessi ideali e crede fermamente nella sua bravura come dottore. I due si sposano alla fine della terza stagione, dopo una serie di vicissitudini che spesso rischiano di farli allontanare; nella quarta stagione i due hanno anche una figlia, Kathie.
- Byron Sully (Joe Lando) è un abitante di Colorado Springs che, alla morte della sua prima moglie e della figlia appena nata, ha lasciato il paese e ha trovato una nuova fiducia nella vita grazie agli indiani Cheyenne. Quando conosce il dottor Mike le offre di andare a vivere nella sua vecchia abitazione, cominciando così a frequentare sia lei che i suoi ragazzi. La loro amicizia cresce di giorno in giorno, mentre i due affrontano imprese pericolose per garantire i diritti dei Nativi americani. Quando Sully si rende conto di essere innamorato di Michaela va fino a Boston per dirglielo. La loro relazione viene messa a dura prova in diversi momenti, ma riescono a coronare il loro sogno d'amore sposandosi e avendo anche una figlia loro. Quando il governo viene a conoscenza del rapporto di Sully con gli indiani, egli diventa un agente che ha il compito di fare da tramite fra Stati Uniti e Indiani.
- Matthew Cooper (Chad Allen) è il figlio più grande adottato da Michaela. Coltiva la sua relazione con Ingrid, un'immigrata che vive poco fuori città, finché la ragazza non muore a causa di un morso da parte di un cane rabbioso. Più avanti Matthew diventa sceriffo di Colorado Springs, finché non lascia l'incarico quando l'esercito non vuole permettergli di cercare Sully (ritenuto colpevole di tradimento) nella sesta stagione. Matthew ha una seconda relazione con Emma, una ragazza del saloon di Hank, che riesce a ottenere la libertà e a diventare sarta nel paese, ma si ritrova nuovamente solo quando la donna parte. Verso la fine della serie Matthew inizia a coltivare anche la passione per la legge.
- Colleen Cooper (Erika Flores st. 1-3, Jessica Bowman st. 3-6) è la seconda figlia adottiva di Michaela. La ragazza sviluppa un forte attaccamento al Dr. Mike, soprattutto quando capisce di voler diventare un medico come lei. L'aiuta nel suo lavoro finché non ha l'età giusta per andare a studiare al college. Colleen si innamora del dottor Andrew Cook, che lavora all'hotel di Preston Lodge e i due si sposano alla fine della serie.
- Brian Cooper (Shawn Toovey) è il più giovane figlio adottivo di Michaela. Brian è il figlio che si affeziona più rapidamente a lei, dato che ha solamente 8 anni quando la madre naturale muore. Quando Dorothy inizia a pubblicare il suo giornale in città, Brian le fa da aiutante, dato che il suo sogno è diventare giornalista. Brian è anche molto legato a Sully, con il quale condivide molte avventure e che vede come il suo vero padre.

### Personaggi secondari
- Larry Sellers è Nube Che Corre, amico indiano di Sully e Michaela. L'uomo fa parte del popolo degli Indiani Cheyenne, che viene trucidato dall'esercito americano nel corso della serie. Nube Che Corre si trova a essere l'unico superstite del suo villaggio e viene mandato a vivere in una riserva indiana. Verso la fine della serie trova nuovamente l'amore nella figura di Dorothy, che chiede il suo aiuto per scrivere un libro sugli indiani: questa vicinanza li porta a innamorarsi l'uno dell'altra.
- Orson Bean è Loren Bray, proprietario dell'emporio cittadino di Colorado Springs, "The Bray's Mercantile" e quindi, sin dalla fondazione, fulcro di quasi ogni affare nella zona. Come dice Charlotte Cooper presentandolo al dottor Mike, "qui tutto passa tramite lui, in un modo o nell'altro", ed effettivamente, nel corso delle serie, si conferma in questo carattere anche di fronte all'arrivo del venditore ambulante (che però lascia la città) e all'arrivo del ricco banchiere, che sottomette ai semplici affari di borsa senza che egli si possa intromettere nei valori edilizi e nei terreni, di cui Loren aveva monopolio. Caratterialmente, è molto brontolone, e soprattutto di mentalità bigotta e tradizionalista. Per questo si trova spesso contrario a quanto propone di nuovo Michaela, ma alla fine si trova sempre soddisfatto anche perché spesso trova il lato economico e fruttifero delle novità in paese. Ha perduto la moglie Maude a causa di un infarto, mal curato perché diffidente delle capacità del dottor Mike (appena arrivata) e molto prima anche la figlia Abagail morì di parto della piccola Hanna Sully. Ella infatti aveva sposato Sully, anche se senza il suo consenso. Per questo, almeno inizialmente, Loren odia Sully e non manca d'occasione per incolparlo della morte della figlia, anche se grazie a Michaela, in seguito, riusciranno a pacificarsi. Si affeziona subito al piccolo Brian con il quale spesso trascorre del tempo a pesca e nei pic-nic domenicali, ritenendolo come un nipotino. Simpatizza molto per la cognata Dorothy, che entra nella seconda stagione dopo aver lasciato il marito, e che accoglie con gioia nel suo emporio offrendogli una stanza e un po' di spazio per iniziare a scrivere un piccolo quotidiano locale. In seguito Dorothy troverà coraggio di lasciare il rifugio trovato da Loren e aprirà una piccola redazione (nel piccolo ex ufficio del telegrafo) e amplierà il giornale anche con un paio di libri. Da giovane Loren ne era molto innamorato ma Dorothy, coinvolta da Markus Jennings, lo rinnegò e per questo Loren sposò la sorella. Anche al suo ritorno e alla scoperta della morte del marito Markus, Loren le chiede di sposarla, ma quando lei finalmente si decide, dopo esser stata corteggiata alternativamente sia da Loren che da Jake, Loren ha un malore che lo colpisce al cervello paralizzandolo per un periodo quasi totalmente. Anche se si riprende, Loren non le chiede ulteriormente di sposarsi. Nella sesta stagione si innamora follemente di Marjorie Quinn, sorella maggiore di Michaela, in quanto donna libera, forte e dal carattere deciso. La stessa Marjorie lo ricambia, e assieme vivono del tempo sereno, ma quando lui intende sposarla, poiché erano già stati uniti nell'amore, Marjorie, che professava il libero amore e l'indipendenza della donna, non accetta, deludendolo, ma promette di rivederlo regolarmente facendo spesso tappa a Colorado Springs. Loren prende parte assieme all'amico Jake e ad Hank a numerose scene comico-grottesche, senza malvagità ma immette quel briciolo di spensieratezza nella drammatica durata della serie.
- Jim Knobeloch è Jake Slicker, barbiere e sindaco di Colorado Springs. L'uomo viene all'inizio presentato come rivale in ambito professionale di Michaela, in quanto, in quelle zone di frontiera un medico era introvabile e anche un semplice barbiere era sufficiente come servizio medico. Charlotte Cooper, che introduce Michaela nella vita di Colorado Springs, lo definisce così: "Jake Slicker, il barbiere del paese. Ha ricucito qualche ferita, tolto qualche pallottola, reciso qualche pustola e questo gli ha fatto credere di essere un dottore". Molte persone, storicamente insite nella cittadina, come Olive Davis (sorella di Loren Bray) al ritorno dal Texas con la sua mandria (nel terzo episodio) preferisce portare da Jake i suoi uomini ammalati nell'inizio di un'epidemia piuttosto che farli curare da Michaela. Lo stesso Loren Bray mentre Ethan Cooper si risveglia rintontito nel negozio di Jake e desidera le cure di Michaela, afferma: "Jake ha ricucito tutti qui in città". Suo malgrado, in diverse occasioni è stato costretto a collaborare con il dottor Mike soprattutto con il diffondersi dell'epidemia (anche se alla fine la prende anche lui) e di fronte all'intervento a un'ernia del sig. Bray. In quest'ultimo e in molti altri episodi Jake viene reso ridicolo di fronte alle professionali capacità di Michaela (in questo caso, svenendo vedendo il sangue di Loren). Jake, anche se figura come personaggio molto forte e sicuro, nasconde un animo indifeso, deluso dalla sua vita e da quanto ottiene nel sociale. Si ritrova a mezz'età, da solo con un piccolo semplice negozio di barbiere come lavoro. Si rifugia nell'alcool e nella depressione post-sbornia. Jake si mostra completamente ubriaco in uno dei primi episodi ("La colpa") quando il dottor Mike perde un paziente per un attacco di setticemia (avvelenamento del sangue) a causa di un taglio con un rasoio da parte di Jake mentre gli ha fatto la barba. Il dottor Mike lo accusa non con lo scopo di tenerlo in colpa (come invece si è sentito, ovvero, accusato di omicidio) bensì per sensibilizzarlo a sterilizzare sempre con le tecniche per allora possibili i suoi strumenti di taglio e capelli (appunto per prevenire infezioni nel sangue di chi per sbaglio subisce un taglio). Jake, in realtà molto fragile, si rifugia nel bere, arrivando ad avere una percentuale altissima di alcool nel corpo. Michaela lo salva ma i due pattuiscono che nessuno può decidere di salvare qualcuno da se stessi e che ognuno è libero di disporre a piacere della propria vita. Questo suo aspetto di vita viene mostrato ed evidenziato più volte e in tutte le serie quando per motivi diversi decide di buttare intere giornate nell'alcool e nell'isolamento. Quando nella seconda stagione torna Dorothy se ne innamora, ma alla fine della serie la donna subisce un intervento al seno (a causa di un nodulo) e Jake rimane colpito di questa sua trasformazione al punto da dichiarare a Loren (suo rivale in amore con Dorothy) di non averne più interesse. I due si erano molto avvicinati visto che Dorothy, impiegata come maestra nella scuola, si era offerta di insegnare a leggere e a scrivere a Jake. Poco dopo la sua collaborazione con Michaela diventa non solo professionale ma spesso anche un appoggio in àmbito politico e sociale. Michaela, non solo perché nell'epoca l'opinione del medico era importante, ottiene grande ascolto a livello sociale. Le sue ramanzine e lezioni di vita di fronte a quanto avviene in paese vengono molto tenute in considerazione dai cittadini e Jake, anche grazie al suo aiuto, ottiene la nomina di sindaco (24º episodio seconda stagione). Il Sig. Lodge (Preston Lodge III) appena arriva in città (nella quarta stagione) gli propone di aprire un hotel di lusso in centro alla città, illudendo Jake di poter avere l'amministrazione al 50% degli affari dell'albergo e uno studio con decine di sedie da barbiere come impiego ufficiale nel resort. Capendo l'inganno, con l'aiuto delle persone influenti della città, riesce a ottenere tutela degli edifici esistenti poiché appartenenti ai fondatori della città e quindi di valore storico. Preston Lodge III apre il suo resort, senza alcun socio locale, lontano dalla città. Quando Jake re-incontra suo padre (anche se lo rifiuta visto quanto ha subìto nella sua giovinezza) che alla fine gli lascia la sua pepita d'oro, si mette in affari con Hank Lawson, titolare del saloon, il quale, spinto a incrementare i suoi affari, era propenso a cercarsi una terra in città per aprirsi un hotel. Hank e Jake aprono il Saloon & Hotel "The Gold Nugget" (tradotto: Saloon & Hotel "La pepita d'oro") al posto del centrale saloon di Hank e ottengono poco successo a causa di numerose invasioni indiane da parte di alcuni selvaggi contrari agli affari con i soldati. In queste occasioni, quando si mettono in discussione pace e serenità Jake si trova contrariato alla guerra pensando alle imminenti elezioni ma anche interessato alla difesa della città in quanto in difesa dei suoi affari personali. Jake nel frattempo si innamora di Teresa Morales, una signora messicana che giunge in città nella quinta stagione con il marito e che si stabilisce fuori città con l'obiettivo di crearsi il suo ranch. Diviene vedova molto presto a causa di un attacco al marito da parte di un leone di montagna e trova impiego come maestra. Con il tempo lui le dichiara il suo amore e una volta che la Sig.ra Morales supera il lutto per il marito, i due si sposano. Verso la fine della sesta stagione Jake è interessato a far fruttare la terra di Teresa, salda il debito che lei aveva con la banca e cerca credito vendendo la sua quota di saloon e hotel a Preston, il quale però rimane per poco in affari con Hank, in quanto rapidamente in ristrettezze economiche. Nell'ultimo episodio Jake mostra a Teresa il progetto di costruire una grande casa nel loro terreno e le dimostra il desiderio di avere dei bambini. Già da prima di sposarsi Jake ha promesso di accettare le cure del dottor Mike e del dottor Cook qualora fosse ancora tentato a bere, e dimostra in seguito molto autocontrollo. Anche la figura di Teresa viene inserita con lo scopo curativo della vita di Jake e viene mantenuta anche con un cambio di attrice vista la sua importanza.
- William Shockley è Hank Lawson, proprietario del saloon della città e dei contratti delle donne del bordello. La sua figura grottesca e insensibile nei confronti della sorte altrui, viene meno in alcuni momenti: quando deve lasciare il contratto di Myra, della quale è segretamente innamorato, e quando si scopre essere il padre di Zach, un ragazzino tenuto nascosto perché creduto disturbato. Diventa proprietario insieme a Jake del secondo hotel di Colorado Springs, "The Gold Nugget Saloon & Hotel" ("Saloon e Hotel Pepita d'Oro").
- Frank Collison è Horace Bing, addetto al telegrafo cittadino. Il suo amore per Myra lo porta a scontrarsi con Hank finché l'uomo non la lascia andare. I due riescono finalmente a sposarsi e hanno anche una figlia, Samantha, ma le tensioni nel loro matrimonio, dovute al desiderio di lavorare di Myra e all'impegnativo lavoro nella Banca di Preston (con numerosi impegni anche extra legati spesso anche allo Springs Chateau), crescono fino a causare la loro separazione con la partenza di Myra con la bambina. Nella sua assenza, afflitto anche dalla sconfitta del suo matrimonio, Horace scende in una pesante crisi depressiva che gli comporta anche a numerose problematiche nel suo lavoro e con i cittadini del paese. Un paio di anni dopo, Myra, ottiene, in accordo con Horace, una sentenza di divorzio, con la quale appunto sembrano entrambi d'accordo. Ad Horace invece causa il primo tentativo di togliersi la vita (avvenuto ingerendo due flaconi di un antidolorifico, il laudano) e a seguito di ciò, Myra torna a Colorado Spings decidendo di lasciare il lavoro in Banca e di prendersi cura di Horace nella sua malattia. I due decidono inoltre di risposarsi ma lui stesso, il giorno delle nozze viene sorpreso con una pistola puntata alla tempia, interrompendo la cerimonia. Myra decide di accompagnare personalmente Horace in un centro riabilitativo per malati di depressione e nell'ultima stagione sembra perfettamente guarito.
- Barbara Babcock è Dorothy Jennings (stagioni 2-6). La donna lascia il marito a causa del suo continuo picchiarla ed esser ubriaco e chiede alloggio a Loren, essendo lei la sorella di sua moglie Maude. Dorothy riesce a scagionarsi dall'accusa pubblica di aver ucciso il marito (dopo una lite furibonda) grazie a un'autopsia di Michaela, che decide nel frangente di esserle avvocato. Vincono la causa e si stabilisce definitivamente da Loren, che vive all'emporio cittadino, dove lo aiuta a mantenere la merce e a trattare con merce femminile (abiti da donna, libri di lettura) di cui Loren non curava molto gli affari (vista la mancanza di Maude). Poco dopo decide di iniziare a scrivere una pagina di giornale (inizialmente in formato di piccolo riassunto della giornata cittadina e poi in modalità sempre più giornalistica). È proprio Loren, e l'arrivo di una banca in città, che spinge Dorothy ad aprire un piccolo negozio per sé dove posizionare una pressa da stampa più grande che le consente di stampare un giornale di otto pagine, e apre la redazione del giornale "The Colorado Springs Gazette" in società al 51% con Preston Lodge III (il banchiere). Dorothy vive alcuni momenti terribili quando scopre di avere un cancro al seno e deve essere operata da Michaela. Vive una breve relazione con Jake, che però la lascia al momento dell'operazione, e nutre un forte affetto nei confronti di Loren, il quale ne era innamorato anche da ragazzo (e per questo rifiuto ha sposato la sorella). Diventa subito la migliore amica di Michaela e infatti Michaela trova in lei grande supporto e appoggio per i ragazzi e per la vita. Dorothy decide per la giornata di San Valentino di rappresentare in scena l'opera di Romeo e Giulietta e in questo ottiene molto successo coinvolgendo tutta la cittadina. Poi scrive un libro riguardo alla città intitolato "My Town" di Dorothy Jennings, (episodio 4x06 - Il libro di Dorothy) dove racconta la vita della ridente cittadina presentandone (più o meno nel dettaglio) gli aspetti più personali di numerosi cittadini. Proprio la prospettiva reale dei personaggi fa acquisire un inaspettato successo all'opera tanto che un editore di New York, rimasto colpito dal libro, lo pubblica e ne condivide con Dorothy l'ampio successo riscontrato. Il libro rende noti molti aspetti della vita, soprattutto quelli reali e personali, come il quotidiano uso di ubriacarsi di Jake, le modalità con cui Hank allunga il suo whiskey al saloon, la storia d'amore travagliata tra Horace e Myra, la ripetitiva e metodica vita di Loren nella conduzione della sua attività, le difficoltà di una coppia di colore quali Grace e Robert E. e anche le difficoltà relazionali-affettive di Michaela con gli uomini e soprattutto con Sully. Michaela scopre il tutto e si arrabbia molto con lei, ma poi capisce che Dorothy aveva bisogno della sua amica e di un supporto di fronte alla stampa accorsa in città a intervistarla, standole vicino. Rimangono molto amiche, e Dorothy le fa da madrina d'onore al matrimonio con Sully. A Dorothy, in seguito, le viene richiesto un altro libro a trama libera e lei stessa decide di scriverlo su di Nube Che Corre. Essa gli promette di prender nota della sua storia, delle sue memorie e dei suoi saggi insegnamenti e di leggere a lui stesso tutta la bozza prima di pubblicarlo come libro: solo se allo stesso Nube Che Corre fosse piaciuto per intero, allora lo avrebbe pubblicato altrimenti lo avrebbe bruciato davanti a lui. Dorothy inizia a frequentare così Nube Che Corre il quale le racconta tutto, in qualità di unico sopravvissuto della tribù Cheyenne di Capo Pentola Nera (visto che non era presente durante il massacro da parte del generale Custer a Washita, episodi 3x24-25 - Washita), circa gli usi e i costumi, le tradizioni, le danze popolari, l'uso delle erbe mediche, il convivere con la natura (sapendone percepire dei semplici segnali) e la differente religione, il culto degli spiriti dei loro morti (rispettati e lodati, consultandoli in caso di consiglio come sagge divinità). In questo è osteggiata da Loren, non solo per amore ma anche preoccupato per il suo protrarsi delle visite anche di notte (a causa di un maltempo), e dallo stesso socio della "Gazette" il quale la minaccia più volte di ritirarsi dall'attività ritenendola sul ciglio del fallimento. Infine, Dorothy finisce il libro su Nube Che Corre, che intitola "Cloud Dancing, a Cheyenne's Man" (in italiano: "Nube Che Corre, un uomo Cheyenne"), il quale lo approva e la lascia pubblicarlo. Fu per proteggerlo dai soldati che, leggendolo, avrebbero potuto trovare Nube Che Corre e altri indiani di diversa etnia assieme a Sully, durante la fuga tra la quinta e la sesta stagione, che Dorothy decise di bruciare il suo libro su Nube Che Corre e tutti i suoi appunti, nella fucina di Robert E.: nel testo, infatti, aveva riportato quanto gli disse Nube Che Corre riguardo alla possibilità di fuga dalla riserva indiana di Palmer Creek (dove era costretto a vivere insieme con altri indiani dopo il massacro di Washita), ovvero che, se sarebbe mai riuscito a ottenere libertà per il suo popolo e gli egualmente oppressi, lui li avrebbe condotti nel territorio indiano della River Valley, a nord dei "Territori del Colorado". La storia d'amore con lui è travagliata e soprattutto osteggiata dalla sparizione di Sully (che coinvolge molto anche Michaela) che si era dedicato a far evadere gli indiani dalla riserva. Una volta ritrovato il suo amato, Dorothy trova il coraggio di dichiararsi pronta per il loro amore, a cambiare vita ma, dopo aver aiutato a scagionare Sully e a rendere liberi gli indiani, Nube Che Corre la lascia andando a vivere con tutti gli altri nella River Valley. Poco tempo dopo inizia di nascosto a vagare per i territori e a vedersi fugacemente con Dorothy, ma un giorno viene preso da Hank, il quale lo consegna allo sceriffo Daniel Simon (interpretato da John Schneider), grande amico di Sully, obbligato a lasciare la sua vita in mano all'esercito. Michaela, Matthew e Dorothy, aiutati dal consiglio cittadino, riescono a sottoscrivere un accordo cittadino con il quale Nube Che Corre sarebbe diventato un "Cittadino Onorario" e quindi libero di vagare per i territori da/a Colorado Springs, incoraggiati anche dalla possibilità di intraprendere il commercio di manufatti indiani e pelli d'animali trattate dagli indiani grazie a Nube Che Corre. Nell'ultimo episodio, Loren incoraggia pubblicamente l'amore tra Dorothy e Nube Che Corre, dando la sua benedizione, affinché ballino assieme al ricevimento del matrimonio tra Colleen e Andrew.
- Jonelle Allen è Grace, proprietaria del "Grace's Café" della cittadina, una sorta di tavola calda/ristorante dove pranzano e cenano molti protagonisti nel corso della serie. Entra in scena assieme a Olive Bray Davis (sorella di Loren) con la quale le viene l'idea di aprire la tavola calda, che la sostiene in questo compito. A seguito della morte di Olive, Grace riceve in testamento la parte del ristorante di cui Olive era proprietaria. Si affeziona subito del maniscalco, Robert E. e, nel corso della prima stagione, si dichiarano. Nel corso della seconda ottengono il consenso per sposarsi nella chiesa cittadina, visto che per le persone di colore era proibito, e alla fine convolano a nozze. I due si trovano a lottare contro i pregiudizi sulla gente di colore in numerose circostanze ma si trovano coinvolti maggiormente quando riescono ad acquistare una casa in città. Il banditore d'asta stesso cerca di scoraggiare l'aggiudicazione ma i due non demordono, sistemano la casa e vi si trasferiscono. Lo stesso banditore rappresentante della National Bank of Denver ripropone l'acquisto al 10% del valore in più, ma i due lo rifiutano. Esso quindi fonda il Ku Klux Klan anche a Colorado Springs, un circolo per soli uomini dal motto "Per la giustizia lottare, morire se dobbiamo, ma sempre ricordare che in Dio noi confidiamo", il quale avvicenda le maldicenze da parte dei cittadini bianchi sull'acquisto della casa dei due e dapprima mette sottosopra il ristorante, poi minaccia Robert E., poi violenta Grace tagliandole i capelli e infine cerca di impiccare lo stesso Robert E. Infine ne escono vincitori ma duramente provati. Dato che Grace e Robert E. non vengono ancora benedetti da figli, la coppia, anche se inizialmente non del tutto convinta, adotta il giovane Anthony, orfano di una famiglia dei neri delle baracche, che diviene grande amico di Brian. Anthony, però, sembra affetto da una malattia degenerativa che colpisce la muscolatura e le articolazioni e il dottor Mike stessa non ne ha mai ritrovato efficace rimedio. Anthony è molto curioso, intelligente, e desideroso di studiare e imparare e Grace lo aiuta in questo compito, essendo la scuola di città aperta solo ai bianchi. Grace e Robert E. riescono ad aprire una scuola Friedman (per bambini di colore) che apre a tutti i rinnegati dalla scuola dei bianchi ed essendo la maggior parte dei bambini analfabeti, Anthony non ne ottiene molto beneficio. Con l'aiuto del dottor Mike, Anthony viene ammesso nella scuola in città, divenendo molto bravo, vincendo anche il primo premio per il miglior tema riguardo a "Cosa ti piace della tua città", ma purtroppo, in quello stesso episodio ad aggravare la sua situazione vi è uno sversamento renale e muore. Grace rimane molto colpita dalla sua perdita al punto da gettarsi nell'alcool e nell'isolamento. Lo stesso Robert E. l'aiuta ma viene rinnegato e allontanato. I due si separano nel corso della sesta stagione mentre con l'aiuto di Sully e Michaela si ritrovano e nell'ultimo episodio si apprende che Grace è incinta del suo primo figlio.
- Henry G. Sanders è Robert E., fabbro e marito di Grace. È uno dei primi cittadini che viene curato anche se controvoglia dal dottor Mike al suo arrivo e che, convinto del suo aiuto, la sostiene in molte battaglie. Con l'arrivo di Grace conosce l'amore e nel corso della seconda stagione si sposano. I due si trovano a lottare contro i pregiudizi sulla gente di colore in numerose circostanze ma si trovano coinvolti maggiormente quando riescono ad acquistare una casa in città. Il banditore d'asta stesso cerca di scoraggiare l'aggiudicazione ma i due non demordono, sistemano la casa e vi si trasferiscono. Lo stesso banditore rappresentante della National Bank of Denver ripropone l'acquisto al 10% del valore in più, ma i due lo rifiutano. Esso quindi fonda il Ku Klux Klan anche a Colorado Springs, un circolo per soli uomini dal motto "Per la giustizia lottare, morire se dobbiamo, ma sempre ricordare che in Dio noi confidiamo", il quale avvicenda le maldicenze da parte dei cittadini bianchi sull'acquisto della casa dei due e dapprima mette sottosopra il ristorante, poi minaccia Robert E., poi violenta Grace tagliandole i capelli e infine cerca di impiccare lo stesso Robert E. Infine ne escono vincitori ma duramente provati. Dato che Grace e Robert E. non vengono ancora benedetti da figli, la coppia, anche se inizialmente non del tutto convinta, adotta il giovane Anthony, orfano di una famiglia dei neri delle baracche, che diviene grande amico di Brian. Anthony, però, sembra affetto da una malattia degenerativa che colpisce la muscolatura e le articolazioni e il dottor Mike stessa non ne ha mai ritrovato efficace rimedio. Anthony è molto curioso, intelligente, e desideroso di studiare e imparare e Grace lo aiuta in questo compito, essendo la scuola di città aperta solo ai bianchi. Grace e Robert E. riescono ad aprire una scuola Friedman (per bambini di colore) che apre a tutti i rinnegati dalla scuola dei bianchi ed essendo la maggior parte dei bambini analfabeti, Anthony non ne ottiene molto beneficio. Con l'aiuto del dottor Mike, Anthony viene ammesso nella scuola in città, divenendo molto bravo, vincendo anche il primo premio per il miglior tema riguardo a "Cosa ti piace della tua città", ma purtroppo, in quello stesso episodio ad aggravare la sua situazione vi è uno sversamento renale e muore. Nonostante le sofferenze di Grace, Robert E. cerca di restarle vicino ma viene spesso respinto e rifiutato e i due si separano nel corso della sesta stagione. Con l'aiuto di Sully e Michaela i due si ri-innamorano e si ritrovano e nell'ultimo episodio si apprende che aspettano il loro primo figlio.
- Geoffrey Lower è Timothy Johnson, il reverendo della comunità e nella prima stagione anche il maestro della scuola per i bambini. L'uomo nasconde un passato da giocatore d'azzardo, si viene a sapere che è stato anche sposato e che aspettava un figlio maschio. Non si sa tuttavia l'origine della sua vocazione ma è un reverendo molto fermo e convinto delle opere del Signore, crede ciecamente nelle sue vie, mostrandosi molto saggio e cultore della Bibbia. Spesso appoggia gli ideali di Michaela nelle sue varie battaglie proprio citando la Bibbia ma con lei trova anche molte occasioni di scontro, quando ad esempio Mike lo sostituisce nella scuola ricoverandolo in clinica per un'infezione al dente del giudizio, e racconta alla classe di allievi le teorie di Darwin (sulle origini delle specie e sull'evoluzione). L'ignoranza e l'arretramento culturale della cittadina non approva assieme al reverendo queste teorie (supportando quelle bibliche non confermate dal punto di vista scientifico) e così viene respinta dall'insegnamento restituendo la classe, a cure ultimate, allo stesso reverendo. Quando, nel corso della quarta stagione, Elizabeth Quinn, madre di Michaela, le manda tutti i libri della biblioteca di famiglia, Michaela e i ragazzi decidono di aprire una biblioteca in città, la "Joseph Quinn Memorial Library", in onore appunto del padre. Presto si scopre che nei libri vi sono storie anche popolane legate al diavolo, alle prostitute, alle case da gioco, poesie che tramano il libero amore e l'amore omosessuale e di molti luoghi lontani da Dio e dalle sue leggi, e il reverendo ottiene il consenso cittadino (basatosi sul suo giudizio) di chiudere la biblioteca. Michaela e Sully recuperano i loro libri, intendendo aprire una biblioteca privata presso una stanza della clinica, ma mentre traslocano un gruppo di cittadini insorge prendendoli dal carro e bruciandoli. La domenica successiva Michaela rifiuta di partecipare alla funzione in chiesa ma vi entra poco dopo assieme a un libro che era tra i bruciati. Quel libro parla di prostitute, di storie mistiche e misteri, di diavolo, di amore e di odio: quel libro è la sacra Bibbia!! Il reverendo, colpito dal fatto che assieme agli altri libri simili vi fosse mezzo bruciato anche il testo biblico appoggia la riapertura della biblioteca pubblica. Il passato di ladro e giocatore d'azzardo gli viene utile in ben due episodi: quando rintraccia assieme al dottor Mike due impostori che si soffermano per alcuni giorni in città convincendo la gente ad acquistare delle azioni di una fabbrica di produzione in serie di refrigeratori domestici, che intercetta a Denver mostrando la sua abilità nel rubare e quando arriva in città un giocatore di poker professionista (ex concorrente di Timothy) il quale fa credere a Matthew di essere molto bravo, insegnandogli alcuni trucchi. Matthew entra nella finale della competizione organizzata per l'occasione nel saloon di Hank, viene finanziato da tutti i cittadini ma perde con un imbroglio da parte del professionista e sarà il reverendo a restituire ai cittadini il loro denaro. Quando la comunità è alla ricerca di una nuova maestra a causa delle dimissioni di Dorothy, impegnatasi nella redazione del giornale, arriva in città Mrs. Eloyse Chambers, una maestra diplomata di origini bostoniane che diventa amica subito sia di Michaela, per le sue origini, sia di Timothy. I due si conoscevano dai tempi della scuola (ma non è chiaro il luogo dell'infanzia dei due) e il reverendo se ne innamora. Il consiglio cittadino l'ha in un primo momento eletta maestra ma in un secondo dimessa poiché è risultato che adottava metodi troppo bruschi e ampiamente il metodo della punizione fisica. Il reverendo le chiese comunque di fermarsi in città ma quando scopre che Eloyse non intendeva avere dei figli, i due si prendono una pausa durante la quale Eloyse prende la decisione di lasciare il paese poiché odiata dai più. Il reverendo, in un momento in cui Michaela e Sully sono stati divisi a causa di un malinteso, ha dichiarato il suo amore per il dottor Mike, nell'episodio in cui i due cercavano una casa per 14 bambini orfani, proponendo anche il matrimonio per legalizzare l'adozione di tutti i bambini, compresi i tre figli di Charlotte. Michaela rifiuta anche in nome dei suoi tre figli e rifiuta le avance del reverendo dichiarandosi ancora innamorata di Sully. Il reverendo è uno dei membri del consiglio cittadino, ma veniva definito già da prima come autorità della cittadina. Egli infatti teneva le riunioni decisionali per la cittadina in chiesa, egli propone l'elezione di un sindaco ed egli stesso entra a far parte del consiglio in nome della sua precedente carica e del suo ruolo nella comunità. A un certo punto perderà anche la vista.
- Jason Leland Adams è Preston A. Lodge III (stagioni 4-6), proprietario della banca di Colorado Springs e dell'albergo Springs Chateau and Health Resort, nel quale apre una clinica anche il Dr. Cook. L'uomo è avido e spesso senza scrupoli nei confronti dei clienti che non possono permettersi le rate dei mutui. L'attore ha anche interpretato il ruolo del Generale Custer in alcuni episodi.
- Brandon Douglas è Andrew Cook (stagioni 4-6), dottore giunto dalla città per aiutare Michaela durante la sua gravidanza. Da lei apprende molto e decide poi di aprire una clinica sua nell'hotel di Preston Lodge. Andrew si innamora di Colleen e i due si sposano alla fine della serie.
- Helene Udy è Myra (stagioni 1-4, guest 5), ragazza del bordello di Hank che trova la forza per liberarsi dal suo contratto e sposarsi con l'amato Horace Bing. Tuttavia il loro matrimonio dura poco, dato che le continue tensioni li portano a divorziare. Myra torna con Samantha solo quando Horace sta male ed è colto dalla depressione ma decide di non rimanere con lui.
- Jennifer Youngs è Ingrid (stagioni 1-3). È una giovane ragazza immigrata dalla Svezia che viene inizialmente "utilizzata" dalla serie per mostrare la povertà della gente della zona, tutta, chi più chi meno, alla ricerca di miglior fortuna. Nel quarto episodio della serie Matthew, invaghitosi di lei, la presenta alla famiglia come un'amica e scopre la sua denutrizione e disidratazione. Ingrid, infatti, è la sorella maggiore di altre tre ragazze ed ha al suo fianco il solo fratello maggiore, Ian (che raggiunge le sue sorelle dopo la morte del padre) e il poco che avevano era dedito alle loro sorelle. Con una cura nella clinica del dottor Mike, Ingrid si riprende, ma il fratello Ian, incoraggiato e aiutato da Matthew, ruba e macella una intera vacca dal ranch di Mrs. Olive. A seguito del suo proscioglimento al processo i due vengono presi da Mrs. Olive per lavorare al ranch, fino a quando non avessero ripagato l'intera mucca, poi entrambi ricevono altri impieghi redditizi e sistemano le loro famiglie. Matthew nel frattempo si fidanza con Ingrid e inizia a costruire una bella casa mentre Ingrid si prende cura delle sue sorelle e trova impiego come lavandaia per il dottor Mike su richiesta. Quando i due racimolano un po' di denaro iniziano i preparativi del loro matrimonio, ma Matthew inizia a giocare denaro a poker fino alla finale di un torneo dove gioca anche l'anello di fidanzamento di Ingrid (appartenuto al Dr. Mike) poiché Ingrid glielo aveva restituito per porre fine alla loro storia. Una volta riappacificati, riprendono l'idea di sposarsi e un giorno si ritrovano a casa di Michaela e Sully per preparare il vestito per Ingrid. Quando lei fa visita a Brian e a Pap (il suo cucciolo di lupo) poiché Pap, colpito dalla rabbia, era stato rinchiuso in un recinto nel fienile, si accorge che Pap ha esaurito l'acqua e si offre di riempire il secchio al cane. Anche se Brian si oppone lei inizia a riempirgli il secchio ma Pap impaurito l'aggredisce. Anche se il dottor Mike la cura tempestivamente, contrae il virus della rabbia e viene ricoverata in clinica. In un momento di lucidità, in punto di morte, Ingrid e Matthew si sposano (anche se senza validità) per coronare il loro sogno.
- Haylie Johnson è Becky Bonner, migliore amica di Colleen per tutta la serie. Morirà però di difterite.
- John Schneider è Daniel Simon (stagioni 5-6), migliore amico di Sully ai tempi in cui lavoravano in miniera. Quando l'uomo arriva in città ospite della famiglia, inizia a covare un sentimento d'affetto profondo per Michaela che lo porta anche a litigare con Sully. Tuttavia quando egli ritorna in città per vegliare su Michaela nel periodo in cui Sully deve nascondersi, i due restano solo amici e Daniel diventa anche il nuovo sceriffo di Colorado Springs.
- Michelle Bonilla è Teresa Morales (Slicker, dopo il matrimonio con Jake) (stagione 5). Entra in scena nell'episodio "Los Americanos" nella quinta stagione, in quanto lei e suo marito (sig. Morales) giungono a Colorado Springs dal Messico per aprirsi un piccolo ranch. Dei due si conosce saltuariamente qualche informazione: si sono sposati meno di un anno prima del loro arrivo, sottoscrivono appena arrivati un'ipoteca per pagare il terreno con la banca di Preston e si sistemano nella loro proprietà. Poco tempo dopo, però, un leone di montagna li attacca nel loro giardino rendendo in fin di vita il marito. Teresa lo porta alle cure del dottor Mike, anche se diffidente dal suo essere medico donna, ma il marito muore data la gravità delle sue ferite. Il suo personaggio volutamente è messo a contrasto con il dottor Mike in quanto mostra la dura vita di una donna sola, in un paese straniero che le è ostile, con un'ipoteca da estinguere e con ben pochi mezzi e lavori accettabili e possibili. Suo malgrado, poiché è testarda e determinata come lei, Teresa è molto simile al dottor Mike e riesce a sistemarsi dignitosamente. Fa subito amicizia con Brian e Anthony, i quali la aiutano nell'avviare il suo ranch. I due scoprono anche che Teresa aveva studiato nella scuola cattolica nel suo paese e che era molto brava nell'insegnamento. Il consiglio cittadino, con il suo consenso, le affida la nomina di maestra nella scuola in città, posto che era vacante tra il reverendo e Dorothy ed ha visto come ultima maestra fissa Mrs. Chambers (episodio della terza stagione nº 21 - La maestra). Il sindaco così, già dall'inizio interessato alla signora Morales, inizia a frequentarla più spesso aiutandola nelle faccende in giardino come scusa innocente per frequentarla. In seguito decide di dichiararsi in pubblico ma le dichiara il suo amore solo nella sesta stagione quando, infatti, si fidanzano. Teresa, a seguito di incursioni indiane avvenute anche in paese, subisce alcune ferite e perde in un vasto incendio tutta la sua proprietà e i suoi animali. Viene curata ma è stretta dalla morsa di Preston per il pagamento delle rate del prestito del marito. Nella sesta stagione Teresa è interpretata da Alex Meneses, a causa della rinuncia di Michelle Bonilla: il suo ruolo viene mantenuto in quanto figurativamente era un segno di salvezza e speranza nella travagliata vita di Jake, il quale è rimasto orfano di madre da giovane, fratello maggiore e responsabile delle sue sorelle per colpa del padre ubriaco, e, leso da una vita delusa, rivede suo padre in tarda età il quale giunge a Colorado Springs per caso, affetto dall'Alzheimer, senza riconoscerlo e lasciandogli solamente una pepita d'oro. Con questa pepita vi costruisce un hotel (assieme ad Hank) che però non ottiene lo stesso successo di quello di Preston, e Jack, come era solito, si rifugia solo nell'alcool e nell'ebbrezza. Sarà proprio per Teresa che rinuncerà all'alcool e i due decidono di sposarsi. Visto che a Teresa erano rimaste solo poche rate del debito di suo marito, Jake estingue la sua ipoteca e vende la sua quota di Hotel e Saloon "The Golden Nugget" (Hotel Pepita d'Oro, proprio in onore della pepita di suo padre) a Preston, il quale poi si rivelerà in malessere economico, e, nell'ultimo episodio, al matrimonio di Coleen e Andrew, Jake mostra a Teresa il progetto della loro nuova casa da edificare nel suo terreno. Anche nel corso della sesta stagione Teresa è maestra della scuola ma, stando a contatto con Jake, entra in contatto con la comunità, con Dorothy e il Sig. Bray, mostrandosi come donna, dai rigidi e sani principi anche religiosi (è una cattolica come tutti i messicani) e soprattutto forte ed emancipata come il dottor Mike.
- Georgann Johnson è Elizabeth Quinn (stagioni 2-6), madre di Michaela, che non perde occasione per criticare la sua scelta di vita che l'ha portata a divenire un medico e ad andarsene via da Boston. Nonostante gli screzi, la donna si affeziona ai figli adottivi di Michaela e persino a Sully, nonostante all'inizio non lo reputi all'altezza di sua figlia.
- Alley Mills è Marjorie Quinn, sorella di Michaela che, una volta divorziata dal primo marito, riscopre la vita e ritrova un bel legame con la sorella e i suoi figli. Più avanti ha anche una relazione con Loren Bray. Morirà di difterite nel corso della serie.
- Elinor Donahue è Rebecca Quinn, altra sorella di Michaela, la maggiore, che cerca di mantenere la pace in famiglia e di essere solidale nei confronti della sorella minore.

### Guest Star
- Edward Albert - dr. William Burke (ep. 2x06-07 - Un posto nel cuore)
- David Beecroft - sergeant Terence McKay (ep. 5x25-26 - Il momento della verità, 6x01 - Una ragione per credere, 6x02 - Vedova ma non troppo, 6x03 - Il nuovo sceriffo, 6x11 - La valle della libertà)
- Verna Bloom - Maude Bray (ep. 1x01 - Donna Medicina)
- Guy Boyd - primo interprete di Loren Bray (ep. 1x01- Donna Medicina)
- David Carradine - Houston Currier (ep. 5x20 - Ostaggi)
- June Carter Cash - sister Ruth (ep. 2x05 - Anime da salvare, 3x10 - Il Ringraziamento, 5x16 - Malattia mortale)
- Johnny Cash - Kid Cole (ep. 1x05 - La legge della Terra, 2x05 - Anime da salvare, 3x10 - Il Ringraziamento, 5x16 - Malattia mortale)
- Maxwell Caulfield - Andrew Strauss/David Lewis (ep. 2x26-27 - L'ombra del passato)
- Denise Crosby - Isabelle Maynard (ep. 4x25 - Paura)
- Robert Culp - dr. Elias Jackson (ep. 1x09 - Il ciarlatano)
- Steven Culp - Peter Doyle (ep. 5x21 - Walt Withman)
- Jon Cypher - Preston A. Lodge II, padre di Preston A. Lodge III (ep. 5x10 - Tempesta)
- Kristin Davis - Carey McGee (ep. 3x09 - L'altra)
- Zach Galligan - Chester Barnes (ep. 6x12 - Ritorno a casa)
- Joseph Gordon-Levitt - Zach Lawson, figlio di Hank (ep. 1x15 - Il segreto)
- Jerry Haynes - mr. Royce (ep. 6x08-09 - Lotta contro il tempo)
- Richard Herd - dr. John Hansen (ep. 2x06-07 - Un posto nel cuore)
- James Keach - Brent Currier (ep. 5x20 - Ostaggi)
- Stacy Keach - Judge Webster (ep. 5x03 - Negligenza, 5x07 - L'elezione, 5x14 - La diga)
- Diane Ladd - Charlotte Cooper (ep. 1x01-02 - Donna Medicina, 2x11 - Il sogno di Natale)
- Matt Letscher - Tom Jennings, figlio di Dorothy (ep. 2x19 - Ferite di guerra)
- Anne Lockhart - Maureen (ep. 2x06-07 - Un posto nel cuore)
- Barbara Mandrell - Gilda St. Clair (ep. 5x04 - Non è tutto oro)
- Colm Meaney - primo interprete di Jake Slicker (ep. 1x01-02 - Donna Medicina)
- Richard Moll - John (ep. 3x06 - Il mostro, 3x28-29 - Nella buona e nella cattiva sorte)
- Willie Nelson - Marshall Elias Burch (ep. 5x09 - La leggenda vivente, 6x19 - Vendetta)
- David Ogden Stiers - Theodore Quinn (ep. 5x15 - L'ultima apparizione)
- Tom Poston - Mysterious 'Dead Man' (ep. 2x03 - Halloween III)
- Andrew Prine - Thaddeus Birch (ep. 1x09 - Veleno)
- Fred Rogers - reverend Thomas (ep. 4x19 - Patto col diavolo)
- Kenny Rogers - Daniel Watkins (ep. 1x16 - Salto nel vuoto)
- Richard Roundtree - 'Barracuda' Jim Barnes (ep. 6x21 - L'incontro)
- Nick Tate - Martin 'Avishominis' Chesterfield (ep. 6x18 - L'uomo che voleva volare)
- Travis Tritt - Zachary Brett (ep. 4x14 - Stella di latta)
- Casper Van Dien - Jesse (ep. 3x03-04 - La mandria)
- Ray Walston - Lucius Slicker, padre di Jake (ep. 5x08 - Ricordati di me)
- Jane Wyman - prima interprete di Elizabeth Quinn (ep. 1x03 - Un ospite di riguardo)
- Trisha Yearwood - choir director (ep. 3x10 - Il Ringraziamento)

## Episodi
| Stagione         | Episodi | Prima TV originale | Prima TV Italia |
| ---------------- | ------- | ------------------ | --------------- |
| Prima stagione   | 18      | 1993               | 1997            |
| Seconda stagione | 27      | 1993-1994          | 1997            |
| Terza stagione   | 29      | 1994-1995          | 1997            |
| Quarta stagione  | 28      | 1995-1996          | 1997            |
| Quinta stagione  | 26      | 1996-1997          | 1997            |
| Sesta stagione   | 22      | 1997-1998          | 1999            |

## Produzione
L'episodio pilota fu girato all'inizio del 1992 e trasmesso in uno speciale televisivo di due ore il giorno di Capodanno del 1993. La CBS trasmise un secondo episodio di un'ora la sera successiva per mantenere l'attenzione del pubblico. L'episodio pilota venne concepito come film per la televisione, che poteva essere sviluppato in seguito in una serie completa o rimanere come un film autonomo di due ore. Dato il buon riscontro del film la CBS ordinò un'intera stagione.
Con l'avvio della serie alcuni personaggi di contorno, presenti nel film pilota, ebbero un cambio di attore.

## Curiosità
Dr. Quinn fu celebre negli Stati Uniti per l'importanza del suo cast e per le storie di alto concetto. Solitamente la serie usava la base semi-storica come veicolo per affrontare temi legati alle discriminazioni all'interno della comunità.
In un articolo del 2015 su National Public Radio, l'attrice Jane Seymour affermò di aver firmato il contratto per lo show (incluso sia il film TV/pilota che un impegno quinquennale per la serie) perché aveva appena scoperto che il suo allora marito/responsabile aziendale aveva perso tutti i suoi soldi indebitandola per 9 milioni di dollari. Per evitare di perdere la casa e per proteggere i suoi due bambini piccoli, disse al suo agente che avrebbe fatto qualsiasi progetto televisivo disponibile, non importava quale fosse, e Dr. Quinn fu la prima offerta che le venne proposta.
Jane Seymour accettò la parte il giorno prima dell'inizio della produzione del film pilota.
L'attore Larry Sellers nell'episodio pilota non interpreta Nube Che Corre, ma un indiano senza nome. Il personaggio di Nube Che Corre venne introdotto nella prima stagione, e questo portò i fan a pensare che fosse lo stesso personaggio.
Durante la terza stagione il personaggio di Colleen Cooper fu cambiato nel pieno corso degli eventi. Nonostante il fatto che tutti gli attori avessero firmato un contratto di cinque anni con lo show, Erika Flores esitò. Chiese un aumento del suo compenso e rifiutò di firmare un contratto a meno che non gliene fosse stato offerto uno di durata minore. Pettegolezzi sono circolati sul fatto che il padre della Flores le abbia dato un ultimatum per chiudere il suo contratto a meno che non le avessero offerto un salario più alto, ma l'attrice ha negato queste dicerie, argomentando che ha lasciato la serie per ragioni personali e per perseguire altre opportunità. Quali che siano state le ragioni, l'attrice fu sostituita, con molti problemi e calo di popolarità ma Beth Sullivan decise per la continuità del personaggio anziché farlo uccidere o farlo partire. La decisione di sostituire l'attrice durante la stagione non è stata mai chiarita. Conseguentemente, Jessica Bowman sostituì Erika Flores e il personaggio di Colleen fu avvicinato caratterialmente a Jessica Bowman. Questa sostituzione è considerata una delle meglio riuscite nella storia della televisione. Oggi, l'interpretazione di Jessica Bowman è considerata la migliore, anche se il dibattito tra i fan continua.
L'amore tra Michaela e Sully è stato molto popolare tra il pubblico e può essere attribuito alla particolare chimica tra Joe Lando e Jane Seymour. Nella terza stagione si sono sposati in un episodio speciale di due ore, con ottimi dati d'ascolto, grazie anche alla pubblicità sulle riviste e in televisione. Nella quarta stagione la popolarità del personaggio di Michaela incinta crebbe ulteriormente, soprattutto nella puntata della nascita della figlia, Kathie.
L'attore James Leland Adams interpreta sia il personaggio Preston A. Lodge III (stagioni 4-6) sia il personaggio del Generale George Custer (colpevole del massacro degli Indiani Cheyenne). La scelta viene ulteriormente sottolineata nel doppiaggio italiano, dato che i due personaggi hanno la medesima voce.
In alcuni episodi, durante tutta la serie,  fanno sporadiche apparizioni il cantautore country Johnny Cash e sua moglie, June Carter-Cash, nei panni, rispettivamente, di Kid Cole, un pistolero/cacciatore di taglie e Sorella Ruth, una predicatrice evangelica. Nella serie, i due si conoscono, si innamorano e si sposano.

### Tensioni
Il cast è sempre andato molto d'accordo nonostante alcune tensioni e disaccordi tra il cast e gli sceneggiatori dello show. È risaputo che Jane Seymour e Joe Lando si sono frequentati per alcuni mesi (durante la prima metà della serie). La tensione maggiormente documentata si è avuta verso la fine della quinta stagione quando Joe Lando si dimostrò infelice della direzione dello show e del suo personaggio e pensava seriamente di lasciare lo show; Beth Sullivan, pur rendendosi conto che la serie sarebbe stata scossa dalla mancanza di Sully, disse apertamente che la serie avrebbe potuto continuare ugualmente bene anche se il personaggio di Sully fosse stato eliminato. Poiché fino all'ultimo non si venne a sapere se Joe Lando sarebbe ritornato, la quinta stagione si concluse con Sully scagliato da un burrone nel fiume sottostante, lasciando i fan (e Michaela) a chiedersi se fosse vivo o morto. In questo modo, se Joe Lando avesse deciso di non tornare, Michaela avrebbe trovato il corpo di Sully e lo show sarebbe continuato senza lui, se Joe Lando invece avesse deciso di ritornare, sarebbe stato ritrovato sano e salvo. Durante i primi mesi del 1997 sembrava proprio che Joe Lando fosse convinto a non tornare e così fu chiesto a John Schneider di tornare a fare parte della serie nel ruolo del migliore amico di Sully, Daniel Simon. Per lui c'era l'intenzione di prendere il posto di Sully come personaggio maschile principale e come nuova fiamma di Michaela. Venuti a sapere di quanto stava accadendo, i fan della serie crearono una campagna, conosciuta come “Save our Sully” (Salvate il nostro Sully): Joe Lando, alla fine, decise di ritornare, con un contratto part-time e con la promessa che sarebbe apparso solamente in alcuni episodi. Anche se gli episodi furono trasmessi durante l'intera stagione, in verità furono filmati in un periodo di poche settimane e Joe Lando ritornò solamente per il finale della sesta stagione. La partecipazione limitata di Lando, oltre all'assenza di Jessica Bowman, dovuta al fatto che il personaggio si trovava al college a Denver, portarono a un calo di spettatori.

### Cambiamenti e cancellazione
Lo show fu uno dei maggiori successi americani della CBS, nonostante fosse messo in onda il sabato sera, quando raramente vengono trasmessi episodi inediti di serie televisive a causa del limitato numero di telespettatori. Da un sondaggio è risultato che durante la stagione finale la serie era seguita soprattutto da donne di 40 anni e oltre, mentre erano rari gli spettatori sotto i 40 anni: in fin dei conti questi dati rispecchiano la fascia d'età della categoria tipica che segue la CBS.
In risposta a questi dati, la CBS chiese ai produttori di dare allo show un carattere più scuro rispetto alle precedenti stagioni. Come risultato, la sesta stagione fu caratterizzata dalla morte di numerosi personaggi: la perdita del secondo figlio di Michaela durante la gestazione, l'attentato a Michaela con relativi problemi post-traumatici. I dati dell'audience diventarono più importanti.
Malgrado questo, la serie fu di colpo cancellata nel 1998 dopo la sesta stagione, sconcertando i fan. Sia i produttori che le star dello show avevano assicurato che la CBS avrebbe prodotto una settima stagione, l'ultima, ma ciò non avvenne.

## I due film per la televisione
La cancellazione della serie causò una protesta di massa dei fans che non si era vista dalla campagna per salvare Star Trek alla metà degli anni sessanta. La CBS decise che invece di produrre un'altra stagione, con costi esorbitanti, avrebbe realizzato un film per la TV. Nel maggio 1999, un anno dopo la cancellazione, la CBS mise in onda Dr. Quinn - Il film (Dr. Quinn Medicine Woman: The Movie). Nel film Kathie Sully viene rapita e Michaela e Sully, con l'aiuto di alcuni abitanti della cittadina americana, partono per cercare la bambina rapita in Messico. Il tono del film si dimostrò diverso da quello del resto della serie, con più violenza e uso di armi da fuoco, attirando in particolare ragazzi ventenni ma ottenne poco successo, a causa della mancanza di promozione.
Sembrava che questo film avrebbe sancito la fine della serie, invece la CBS decide di produrne un altro. Un secondo film intitolato La signora del West - Ritorno a Boston (Dr. Quinn, Medicine Woman: The Heart Within) (2001). Era ambientato un anno dopo il primo, nel 1876 ma, questa volta, la CBS diede a Beth Sullivan il controllo creativo totale con alcune regole però da rispettare: per risparmiare soldi il film fu girato in Canada e solamente i personaggi principali della serie ne furono coinvolti. Jane Seymour ne fu anche il produttore esecutivo. Nel film, Michaela e Sully ritornano a Boston per partecipare alla consegna del diploma di Colleen alla scuola di medicina. Sfortunatamente, la madre di Michaela si ammala a causa di problemi cardiaci e alla fine muore. Colleen, dal canto suo, si trova nelle stesse condizioni di Michaela quando abitava a Boston, in quanto non è rispettata come donna medico. Il finale vede i Cooper trovare il loro futuro a Boston mentre Michaela torna nel Colorado per costruire un centro ospedaliero.
Il film fu accolto molto bene dai fans, nonostante il fatto che non fossero presenti i personaggi minori, e in particolare Chad Allen (Matthew nella serie) che decise di non apparire dopo aver scoperto che il cast era stato dimezzato. Malgrado tutto questo, il film ebbe un notevole successo.
Oggi lo show rimane molto popolare, grazie alle repliche, al largo seguito su Internet e alla vendita dei DVD della serie.